# Strictly Inc.
Strictly Inc. è un album pubblicato nel settembre 1995 da Tony Banks, prodotto insieme a Nick Davis e ha una copertina che non passa inosservata. Contiene una tipologia di brani molto varia: dopo l'introduzione di Don't turn your back on me, Wall of sound è un lento, Only seventeen è un brano veloce. The serpent said e Never let me know hanno un intermezzo strumentale (lento e al pianoforte il primo, alla tastiera il secondo); se Charity balls è il brano più orecchiabile (con ben due assoli di chitarra), il seguente Something to live for è il più cupo. Sul finire del disco abbiamo un altro lento, A piece of you; la title track (senza abbreviazione) è un brano veloce. La lunghissima e splendida suite (oltre 17 minuti) An island in the darkness è un brano complesso con diversi richiami ai Genesis della seconda metà degli anni 70. Banks affida la voce al solo Jack Hues in tutti i brani. L'album non è mai stato venduto negli Stati Uniti

## Tracce
1. "Don't Turn Your Back On Me" - 3:59
2. "Walls Of Sound" - 5:07
3. "Only Seventeen" - 4:57
4. "The Serpent Said" - 5:28
5. "Never Let Me Know" - 6:20
6. "Charity Balls" - 4:38
7. "Something To Live For" - 5:17
8. "A Piece Of You" - 4:47 (*)
9. "Strictly Incognito" - 5:05 (*)
10. "An Island In The Darkness" - 17:21

Tutti i brani sono composti da Tony Banks eccetto (*) Banks / Hues.

## Crediti
- Tony Banks: tastiere
- Jack Hues: voce, chitarra
- John Robinson: batteria
- Daryl Stuermer: chitarra
- Nathan East: basso

Prodotto da Tony Banks e Nick Davis.